# Маріус Бер
Маріус Гюґлі (нім. Marius Hügli), відомий професійно як Маріус Бер — швейцарський співак, що представляв свою країну на музичному конкурсі Євробачення 2022, в місті Турин, Італія, з піснею «Boys Do Cry». Навчався на будівельного механіка і був активним музикантом протягом 6 років. Народився у місті Аппенцелль. Почав свою кар'єру вуличного музиканта у Швейцарії й Німеччині. У 2019 отримав премію Swiss Music Award.

## Фільмографія
- Я бачу твій голос (сезон 1, 2020) — Незнайомий співак